# Anthicus pauliani
Anthicus pauliani is een keversoort uit de familie snoerhalskevers (Anthicidae). De wetenschappelijke naam van de soort is voor het eerst geldig gepubliceerd in 1946 door Pic.